# Camp Nobel
Camp Nobel är en svensk militär anläggning i Mali. Den är hemvist för den svenska FN-styrkan på ungefär 250 personer som är på plats i Mali som en fredsbevarande styrka under det internationella uppdragsnamnet Minusma. Förbandet opererar huvudsakligen från Camp Nobel strax söder om Timbuktu och är ett underrättelseförband. Bygget av Camp Nobel påbörjades i november 2014 av Göta ingenjörregemente 2014. I december samma år började personal ur det svenska underrättelseförbandet Mali 01 anlända till den då blivande campen utanför Timbuktu. 